# 博里斯·米萊蒂奇
博里斯·米萊蒂奇（1975年9月2日—）是一位克羅埃西亞政治家。米萊蒂奇現在擔任普拉市的市長。他也參加了2015年克羅埃西亞國會選舉。